# 帝国学士院
帝国学士院（ていこくがくしいん、英語: Imperial Academy）は、大日本帝国にかつて存在した国立アカデミー。現在は日本学士院に改組されている。
帝国学士院は、研究者に対する顕彰等の事業を通じ、日本の学術の発展を図る目的で設置された。設置根拠は、1906年に勅令として公布された「帝国学士院規程」などに基づく。文部大臣の管理下に位置づけられており、職員として置かれた書記にも文部官僚が任じられた。
会員の定数は60名とされ、勅旨により任じられた。当時の日本は帝国としての勃興期にあたり、それ以降は日本列島だけでなく台湾や南樺太といった外地にも版図を拡大していったが、その広大な領土の各地から優秀な研究者が会員として選任された。また、日本国籍を有しない研究者であっても、日本にとって功績があると認められた場合は客員として迎えられた。
また、貴族院には帝国学士院会員の議席枠が4議席確保されており、井上哲次郎、小野塚喜平次、田中舘愛橘らが貴族院議員に就任するなど、帝国議会にも一定程度の影響力を保持した。また、帝国学士院規程第9条を根拠として、万国学士院連合会や国際学士院連盟に加盟しており、日本を代表するアカデミーとして国際的にも認知されていた。1947年の政令により、帝国学士院規程は「日本学士院規程」に改正され、帝国学士院も日本学士院に改称された。

## 組織
第一条　帝国学士院ハ文部大臣ノ管理ニ属シ学術ノ発達ヲ図リ教化ヲ稗補スルヲ以テ目的トス
第二条　帝国学士院会員ハ帝国学士院ニ於テ碩学中ヨリ推選シ勅旨ヲ以テ之ヲ命ス
第三条　外国人ニシテ帝国ニ於ケル学術ノ発達ニ関シ特別ノ功労アル者ハ帝国学士院ニ於テ之ヲ客員ト為スコトヲ得
第四条　帝国学士院ハ左ノ二部ニ分チ会員ハ各専攻ノ学科ニ依リテ之ニ分属ス
第一部　文学及社会的諸学科
第二部　理学及其ノ応用諸学科
—帝国学士院規程
内部組織は会員の専攻分野ごとに分かれており、人文科学、社会科学系の会員は第一部、自然科学系の会員は第二部に所属していた。組織の長として帝国学士院院長が設置され、幹部として帝国学士院幹事、および、各部の部長が置かれた。

## 活動

### 紀要
紀要や、学術書、研究書などの刊行を行い、知識の普及、啓蒙に努めていた。帝国学士院としての紀要は、1912年からProceedings of the Imperial Academyとして刊行された。それから30年が経過したのち、その日本語版である『帝国学士院紀事』の刊行が始まった。なお、『帝国学士院紀事』は、のちに『帝国学士院紀要』に改題されている。

### 顕彰
学術で顕著な功績を残した研究者に対して、帝国学士院賞を授与していた。特に功績が優れていた者に対しては恩賜賞が授与された。また、皇太子裕仁親王（のちの昭和天皇）と良子女王（のちの香淳皇后）との成婚を記念し、一時「大阪毎日新聞東京日日新聞寄附東宮御成婚記念賞」が授与されていた。この賞は毎日新聞社からの寄附金を原資としていたが、その後、帝国学士院賞に統合された。

## 歴代院長
| 帝国学士院院長 | 帝国学士院院長 | 帝国学士院院長 | 帝国学士院院長 | 帝国学士院院長 |
| 代             | 氏名           | 就任日         | 退任日         | 備考           |
| -------------- | -------------- | -------------- | -------------- | -------------- |
| -              | 加藤弘之       | 1906年         | 1906年         | （院長代行）   |
| 1              | 加藤弘之       | 1906年         | 1909年         |                |
| 2              | 菊池大麓       | 1909年         | 1917年         |                |
| 3              | 穂積陳重       | 1917年         | 1925年         |                |
| 4              | 岡野敬次郎     | 1925年         | 1925年         |                |
| 5              | 桜井錠二       | 1926年         | 1939年         |                |
| 6              | 長岡半太郎     | 1939年         | 1947年         |                |

- 帝国学士院設置から初代院長就任までの間は、東京学士会院会長だった加藤弘之が職務を代行[12]。